# 커티스 후크스 브로그던
커티스 훅스 브로그든(Curtis Hooks Brogden, 1816년 11월 6일 ~ 1901년 1월 5일)는 미국의 정치인이며, 제42대 노스캐롤라이나주 주지사를 역임했다.

## 경력
- 1838 ~ 1851 제62·63·64·65·66·67·68대 미국 노스캐롤라이나 하원의원
- 1852 ~ 1857 제69·70·71대 미국 노스캐롤라이나 제22선거구 상원의원
- 1856 ~ 1866 노스캐롤라이나 감사관
- 1873.01 ~ 1874.07 제2대 노스캐롤라이나 부지사
- 1874.07 ~ 1877.01 제42대 노스캐롤라이나 주지사
- 1877.03 ~ 1879.03 제45대 미국 노스캐롤라이나 제2선거구 연방하원의원

## 역대 선거 결과
| 선거명      | 직책명                              | 대수 | 정당       | 득표율   | 득표수   | 결과 | 당락                           |
| ----------- | ----------------------------------- | ---- | ---------- | -------- | -------- | ---- | ------------------------------ |
| 1838년 선거 | 하원의원 (노스캐롤라이나 선거구)    | 65대 | 민주당     | 0%       | 표       | 1위  | 노스캐롤라이나 주의원 당선     |
| 1840년 선거 | 하원의원 (노스캐롤라이나 선거구)    | 65대 | 민주당     | 0%       | 표       | 1위  | 노스캐롤라이나 주의원 당선     |
| 1842년 선거 | 하원의원 (노스캐롤라이나 선거구)    | 65대 | 민주당     | 0%       | 표       | 1위  | 노스캐롤라이나 주의원 당선     |
| 1844년 선거 | 하원의원 (노스캐롤라이나 선거구)    | 66대 | 민주당     | 0%       | 표       | 1위  | 노스캐롤라이나 주의원 당선     |
| 1848년 선거 | 하원의원 (노스캐롤라이나 선거구)    | 67대 | 민주당     | 0%       | 표       | 1위  | 노스캐롤라이나 주의원 당선     |
| 1850년 선거 | 하원의원 (노스캐롤라이나 선거구)    | 68대 | 민주당     | 0%       | 표       | 1위  | 노스캐롤라이나 주의원 당선     |
| 1852년 선거 | 상원의원 (노스캐롤라이나 제22부)    | 69대 | 민주당     | 단독후보 | 무투표   | 1위  | 노스캐롤라이나 주의원 당선     |
| 1854년 선거 | 상원의원 (노스캐롤라이나 제22부)    | 70대 | 민주당     | 100.00%  | 416표    | 1위  | 노스캐롤라이나 주의원 당선     |
| 1856년 선거 | 노스캐롤라이나 감사관               | -대  | 민주당     | 66.89%   | 99표     | 1위  | 노스캐롤라이나주 감사관 당선   |
| 1858년 선거 | 노스캐롤라이나 감사관               | -대  | 민주당     | 76.99%   | 87표     | 1위  | 노스캐롤라이나주 감사관 당선   |
| 1860년 선거 | 노스캐롤라이나 감사관               | -대  | 민주당     | 98.68%   | 149표    | 1위  | 노스캐롤라이나주 감사관 당선   |
| 1862년 선거 | 노스캐롤라이나 감사관               | -대  | 민주당     | 100.00%  | 129표    | 1위  | 노스캐롤라이나주 감사관 당선   |
| 1864년 선거 | 노스캐롤라이나 감사관               | -대  | 민주당     | 99.30%   | 142표    | 1위  | 노스캐롤라이나주 감사관 당선   |
| 1865년 선거 | 노스캐롤라이나 감사관               | -대  | 국민연방당 | 45.31%   | 87표     | 1위  | 노스캐롤라이나주 감사관 당선   |
| 1866년 선거 | 노스캐롤라이나 감사관               | -대  | 국민연방당 | 20.54%   | 69표     | 2위  | 낙선                           |
| 1872년 선거 | 노스캐롤라이나 부지사               | 2대  | 공화당     | 50.55%   | 97,578표 | 1위  | 노스캐롤라이나 부지사 당선     |
| 1872년 선거 | 노스캐롤라이나 주지사               | 41대 | 공화당     | 50.49%   | 98,630표 | 1위  | 노스캐롤라이나 주지사 당선     |
| 1876년 선거 | 하원의원 (노스캐롤라이나 제2선거구) | 45대 | 공화당     | 63.95%   | 21,060표 | 1위  | 노스캐롤라이나주 하원의원 당선 |
| 1884년 선거 | 하원의원 (노스캐롤라이나 제3선거구) | 49대 | 공화당     | 42.19%   | 12,252표 | 2위  | 낙선                           |